# عين قنيا
عين قنيا هي إحدى القرى اللبنانية من قرى قضاء حاصبيا في محافظة النبطية تضم البلدة حوالي 3000 نسمة أحد قرى بطن بنو التيم من قبيلة الحجر، على الصعيد السياسي ففي عين قنيا يتواجد كل مِن الحزب الديمقراطي اللبناني والحزب التقدمي الاشتراكي وحزب طليعة لبنان العربي الاشتراكي والحزب السوري القومي الاجتماعي والحزب الشيوعي اللبناني. في عين قنيا مجلس بلدي مؤلف من 12 عضواً.

## أصل الاسم
عين قنيا: وتعني عين القصب وهي تابعة للغة السريانية، وتعني ملك وحاز أي اقتنى فبذلك يكون اسمها العين المملوكة المقتناه، وقد يكون هذا التفسير الاقرب إلى اسم عين قنيا.

## بلدية عين قنيا
يعود تاريخ إنشاء أول مجلس بلدي في عين قنيا إلى العام 1963،

## الخدمات
- مركز طبي افتتح في عام 2010، وهو يضم العديد من العيادات التخصصية، وأنشأ هذا المركز بدعم وتمويل من رئيس الحزب الديمقراطي اللبناني النائب الأمير طلال ارسلان.
- مدرسة عين قنيا المتوسطة الرسمية، وهي مدرسة بناها الشهيدالاستاذ علي حديفة وما يزال حتى اليوم ضريحه موجود فيها.
- مكتبة عامة فيها 800 كتاب تبرعت بهم حكومة الظل الشبابية عام 2008

## الجمعيات في البلدة
- تجمع شبيبة عين قنيا
- منتدى الشباب الديمقراطي اللبناني
- مؤسسة الأمير مجيد ارسلان الخيرية
- جمعية الكشاف الديمقراطي
- منظمة الشباب التقدمي
- المنتدى النسائي الديمقراطي
- الاتحاد النسائي التقدمي
- جمعية الكشاف التقدمي
- جمعية نور للرعاية الصحية والاجتماعية.